# Tragocephala vaneyeni
Tragocephala vaneyeni är en skalbaggsart som beskrevs av Stefan von Breuning 1951. Tragocephala vaneyeni ingår i släktet Tragocephala och familjen långhorningar. Inga underarter finns listade i Catalogue of Life.